# Окситанія (регіон)
Окситанія (фр. Occitanie, окс. Occitània) — регіон Франції, створений відповідно до територіальної реформи французьких регіонів 2014 року в результаті об'єднання регіонів Лангедок-Русійон і Південь-Піренеї. Датою утворення нового регіону вважається 1 січня 2016.

## Назва
У тексті закону визначено тимчасове найменування регіону, що складається із з'єднання назв історичних областей Лангедок (фр. Languedoc) і Руссільйон (фр. Roussillon), гір Піренеї (фр. Pyrénées) і позначення місця регіону на мапі Франції (Південь; фр. Midi) розділених дефісами.

## Географія
Регіон, загальною площею 72724 км² є другим за величиною на території метрополії Франції. Регіон розташований на півдні країни і межує з регіоном Аквітанія-Лімузен-Пуату-Шарант на заході і північному-на заході, Овернь-Рона-Альпи на північному сході, Прованс — Альпи — Лазурний Берег на сході. На півдні регіон межує з Іспанією і Андоррою. З південного сходу регіон омивається Середземним морем.
По території регіону протікає одна з п'яти Великих річок Франції — Гаронна. З півдня регіон відділений від Іспанії гірським хребтом Піренеї.

## Історія
У 1790 році історичні провінції Франції були перетворені в департаменти. Під час Третьої республіки в 1919 році Етьєном Клементелем. Були засновані «економічні регіони» і зроблена перша спроба економічного планування.
30 червня 1941 уряд маршала Петена об'єднав департаменти під керівництвом регіонального перфекта. Вони проіснували до 1946 року і були створені знову у 1960 році. Така структура залишалася незмінною до 2015 року.

## Адміністративний поділ
Регіон має площу більш ніж 72724 км² з чисельністю населення 5683878 чоловік. Щільність населення складає (станом на 2013 рік) 76,64 осіб/км². Столиця — Тулуза.

### Департаменти
| Департамент | Департамент    | Герб | Площа    | Населення | Щільність населення | Префектура |
| ----------- | -------------- | ---- | -------- | --------- | ------------------- | ---------- |
| 09          | Ар'єж          |      | 4890 км² | 152 366   | 32,23 чол./км²      | Фуа        |
| 11          | Од             |      | 6139 км² | 362 339   | 59,60 чол./км²      | Каркасон   |
| 12          | Аверон         |      | 8735 км² | 276 229   | 33,01 чол./км²      | Родез      |
| 30          | Гар            |      | 5853 км² | 725 618   | 124,09 чол./км²     | Нім        |
| 31          | Верхня Гаронна |      | 6309 км² | 1 279 349 | 201,04 чол./км²     | Тулуза     |
| 32          | Жер            |      | 6257 км² | 189 530   | 31,24 чол./км²      | Ош         |
| 34          | Еро            |      | 6101 км² | 1 077 627 | 174,17 чол./км²     | Монпельє   |
| 46          | Лот            |      | 5217 км² | 174 346   | 34,74 чол./км²      | Каор       |
| 48          | Лозер          |      | 5167 км² | 76 889    | 15,73 чол./км²      | Манд       |
| 65          | Верхні Піренеї |      | 4464 км² | 228 854   | 53,30 чол./км²      | Тарб       |
| 66          | Східні Піренеї |      | 4116 км² | 457 793   | 111,09 чол./км²     | Перпіньян  |
| 81          | Тарн           |      | 5758 км² | 378 947   | 67,23 чол./км²      | Альбі      |
| 82          | Тарн і Гаронна |      | 3718 км² | 246 971   | 66,76 чол./км²      | Монтобан   |

## Найбільші міста
Найбільшими містами регіону (з населенням понад 30 000 мешканців) є:
| №  | Місто     | Департамент    | Населення (2013) |
| -- | --------- | -------------- | ---------------- |
| 1  | Тулуза    | Верхня Гаронна | 458298           |
| 2  | Монпельє  | Еро            | 272084           |
| 3  | Нім       | Гар            | 150564           |
| 4  | Перпіньян | Східні Піренеї | 120959           |
| 5  | Безьє     | Еро            | 74811            |
| 6  | Монтобан  | Тарн і Гаронна | 57921            |
| 7  | Нарбонн   | Од             | 52802            |
| 8  | Альбі     | Тарн           | 49342            |
| 9  | Каркасон  | Од             | 46724            |
| 10 | Сет       | Еро            | 44270            |
| 11 | Кастр     | Тарн           | 41636            |
| 12 | Тарб      | Верхні Піренеї | 41062            |
| 13 | Алес      | Гар            | 40771            |
| 14 | Коломьє   | Верхня Гаронна | 38302            |